# Matour
Matour este o comună în departamentul Saône-et-Loire, Franța. În 2009 avea o populație de 1.095 de locuitori.

## Evoluția populației
| An        | 1975  | 1982  | 1990  | 1999 | 2006  | 2009  |
| --------- | ----- | ----- | ----- | ---- | ----- | ----- |
| Populație | 1.207 | 1.231 | 1.003 | 998  | 1.065 | 1.095 |